# Serviço de Segurança Interna (Omã)
Serviço de Segurança Interna (ISS) (em árabe: جهاز الأمن الداخلي, transliterado: Jahaz al Amn al Dakhly) é a agência de segurança nacional do Sultanato de Omã.  A agência concentra-se exclusivamente na segurança interna, enquanto as operações de inteligência estrangeira são especificamente tratadas pelo Palace Office, que controla a segurança externa e coordena todas as políticas de inteligência e segurança. 
O seu objetivo geral é investigar todos os assuntos relacionados à segurança interna do país.    A agência também organiza e lidera os procedimentos antiterroristas e outras atividades de defesa interna. 

## História
A história da ISS remonta às estruturas de inteligência e segurança criadas com a experiência da inteligência militar britânica, como parte das forças armadas do Sultão Said na década de 50.  Sua Majestade, Sultão Qaboos, desenvolveu a capacidade da agência, e o serviço de inteligência tornou-se o Departamento de Pesquisa de Omã (ORD), com foco principal no apoio a operações de contra insurgência na região de Dhofar na década de 1970.    O ORD acabaria por ser renomeado para ISS em 1987. 
Em 1994 e 2005, o ISS seria fundamental na descoberta e eliminação das tentativas de golpe de Estado contra o governo do Sultão.   

## Organização
Em maio de 2013, o tenente-general Said bin Ali bin Zahir al Hilali foi nomeado chefe da ISS . Ele ainda estava no cargo em novembro de 2015.  Seu antigo posto (Chefe Adjunto da ISS) foi passado para o Brigadeiro Ghosn bin Hilal bin Khalifa al Alawi, que foi promovido a major-general ao assumir o cargo. 